# SN 2009fe
SN 2009fe – supernowa typu II odkryta 17 maja 2009 roku w galaktyce A164734+4950. W momencie odkrycia miała maksymalną jasność 18,10m.